# Pisani (Napoli)
La contrada Pisani è una località abitata di Napoli appartenente al quartiere Pianura nella Municipalità IX, prende il nome dall'omonimo cratere vulcanico.

## Geografia fisica
Posizionata nella zona più occidentale della città nei pressi della località Montagna Spaccata, ai confini con i vicinissimi comuni di Quarto e Pozzuoli. Il territorio dei Pisani è prevalentemente collinare e caratterizzato da un paesaggio agricolo.

## Storia
Storicamente fu una riserva naturale dei Re Borbone. Considerata una zona agricola, è chiamata così per via della Conca dei Pisani, un cratere vulcanico spento da circa 452 anni dei Campi Flegrei.
Nel 2007 nella zona fu aperta la Discarica di Pianura-Pozzuoli, poi chiusa nel 2008.

## Società
Ai Pisani sono presenti diverse aziende agricole, e vinicole oltre ai tanti agriturismi e trattorie.

### Istruzione
La zona è sede di una scuola statale primaria e secondaria di primo grado.

## Collegamenti

### Ferrovie
Nella zona è presente la stazione di Pisani, fermata ferroviaria della Ferrovia Circumflegrea.

### Strade
La contrada è attraversata in gran parte da via Pisani e dalla strada provinciale Montagna Spaccata.